# 烈風戰鬥機

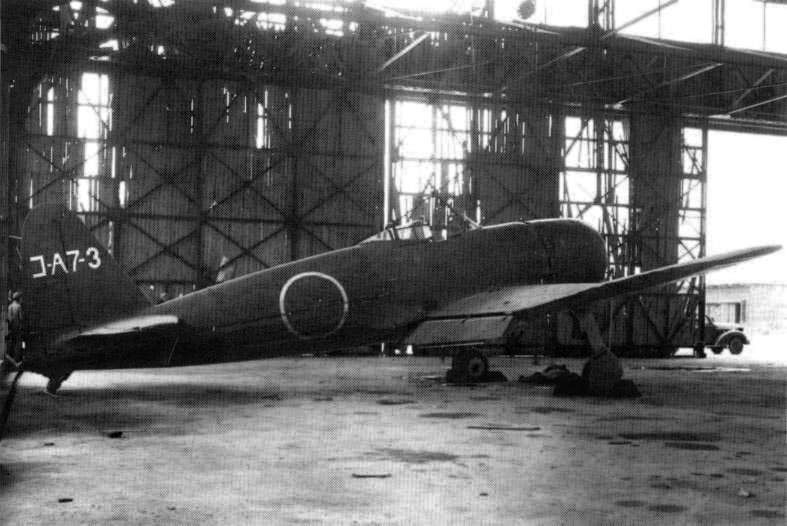
A7M烈風

A7M烈風是A6M零式戰鬥機的後繼新型高性能戰鬥機，本機的特點是為對抗美國海軍的新型格魯曼F6F地獄貓和沃特F4U海盜式艦載戰鬥機而設計出來。但是因為選用的發動機（尤其是海軍指定選用中島飛機的引擎和要求難以達成的飛行性能）有爭議，阻礙研製和生產時間導致無法參與太平洋的空戰。

## 研發簡史
早在1940年，堀越二郎就已經充分認識到應該開始零式戰鬥機後繼機型的研究工作，儘管當時零式戰鬥機已經取得了驚人的成功。他設計的新機型總體佈局與零式戰鬥機相近。1942年以「十七試艦戰」為名由三菱重工進行研製，日本海軍開出的要求：
- 最大速度於6000米高空不低於345節。
- 爬昇到6000米不多過6分鐘。
- 航程在250節時速飛行5小時再以最大功率飛行半小時。
- 轉彎格鬥能力不差於零戰32型。
- 火力要強過零戰32型。

困擾堀越二郎和三菱公司的更大問題是戰鬥機速度和盤旋性能之間的矛盾。海軍部要求以飛行速度為優先，而航空本部要求以盤旋性能為優先。如果按照海軍部要求，那樣烈風的機翼載荷量要到150公斤/平方米的話，最大速度才可以達標。反過來，而按照航空本部要求，那樣載荷量數值必要維持130上下，盤旋性能才可以達標；其實這兩個要求是不實際而難以達標（這兩個指標均遠低過F6F地獄貓機翼載荷量）。最後，無可奈何的三菱公司方面拿出兩個方案，第一方案為低翼載低速，第二方案為大翼載高速，兩案提供給海軍軍方選擇。結果在同年8月的第二次軍方和製造廠商研討會上，海軍選擇第一方案，還拿出試驗機有一個面積超過30平方米的大型機翼。
1942年9月，開始在十七試艦戰選擇輸出2,000匹馬力級引擎，就是三菱MK9（2,200匹馬力）或中島譽發動機（2,000匹馬力），這兩種發動機皆為18缸空冷星型之構造，可是堀越計劃安裝的動力裝置是當時正在自行研製中的更強力的三菱MK9A（在1944年中研製完成），日本海軍堅持新機型必須設計安裝中島譽發動機（在1942年9月正式生產）。由於相關研發費用均由海軍承擔，加上使用誇大廣告宣傳和當時海軍見證了空技廠P1Y銀河轟炸機的試飛速度566.7公里/小時和俯衝速度703.8公里/小時等優秀成績，使得堀越二郎不得不勉強同意其要求，安裝中島NK9K譽22型引擎。
但由於工作人員當時正忙著進行零戰的改良和J2M雷電的設計工作，直到1944年4月A7M的進度緩慢首架原型機被確定編號為A7M1。由於必須優先考慮A6M和J2M的後期型號的生產，因此在三菱重工進行的A7M1的製造進程相對比較緩慢。中島NK9K譽二二型引擎在起飛時功率為2,000馬力，在6,700米高空功率為1,570馬力。武器是安裝在機翼中的2挺13.2毫米機槍和2門20毫米機炮。諸如自封燃料箱、防彈鋼板以及防彈玻璃等早已成為國際通用規格的抗損性設計皆成為烈風預想中的標配（但直到A7M2的試作時才將機內燃料箱換為自封型式，並安裝正面防彈玻璃。然而前後方兩片防彈鋼板、後方防彈玻璃以及規劃中的翼內自動滅火器，至戰爭結束為止都未安裝測試）。為了追求更好的機動性能，新機型上還安裝了類同川西N1K1-J紫電的空戰襟翼。A7M1比起A6M5零戰52型大得多也重得多，翼展14米，機翼面積30.84平方米，滿載荷重量達到4,410公斤。
1944年5月6日，A7M1的原型機由志賀淑雄少校進行了首次試飛。在進行試飛時候，志賀少校發現A7M1的操縱性能非常優秀，而使用空戰襟翼時的機動性能與不開襟翼的零戰三二型相當。同時也指出了A7M1的不足之處：相對於A7M1的重量，發動機功率明顯不足。在6,000米高空，中島NK9K譽22型引擎的理論功率應該有1,700馬力，但實際的輸出功率卻僅有1,300馬力，導致烈風的飛行性能嚴重不如預期。由於A7M1的動力性能令人失望，1944年7月30日日本海軍下令在第二架原型機下線後，暫停A7M1的研發工作。 
最後，日本海軍重新授權堀越二郎進行A7M2的開發。該型安裝了堀越二郎一直堅持運用的三菱MK9A 18缸空冷星型發動機。由於MK9A引擎的直徑大於NK9K譽引擎，因此必須在未完成的A7M1六號原型機對進行重新設計和修改為A7M2。第一架A7M2的原型機於1944年10月13日首飛，於10月26日的測試報告表明， A7M2的高空性能大大改善，在5,900米高空的最大速度達到了624km/h（1945年5月9日以輕荷狀態於5500m飛出627.8km/h），實用升限達到10,900m，爬升至6,000m高空費時6分30秒。
海軍對於修改之後烈風的卓越性能非常滿意，計劃在大阪的三菱重工立刻將A7M2投入生產，作為海軍艦載戰鬥機烈風一一型。由於試作型A7M2多由A7M1改裝而來，故武裝也沿用原本的2門20mm 九九式機炮和2挺13.2mm 三式重機槍。量產型A7M2則預定採用4門20mm 九九式機炮。翼下可外掛2枚250公斤炸彈或2桶400升燃料箱。
然而，當時日本的航空工業已經在戰爭中陷入絕境。三菱MK9引擎的生產因為1944年12月東南海地震的毀滅性打擊而延誤。隨後而來的大規模B-29空襲又導致其生產的進一步延誤。A7M2的第二架原型機在一次著陸事故中墜毀，另有3架原型機在美機空襲時被炸毀於地面。在10架A7M原型機中，其中A7M1有4架，而A7M2有6架（有1架是量產型），只有3架以良好的可供飛行的狀態保留到太平洋戰爭結束。而量產型只完成了1架，其餘被日軍自行銷毀，只有A7M2第3架原型機於1945年8月18日在三澤基地交給美國海軍（美國空軍原計劃將A7M2原型機進行維修後進行試驗飛行來記錄數據，但因美方缺乏A7M2的引擎備件，加上烈風各項結構的設計圖面遭銷毀，中島與三菱亦已無力給予技術支援，因此再試飛計畫無疾而終）。
由於MK9A引擎一級二速的設計使其在面對戰爭末期主要對手時依然顯得高空性能不足，所以計劃在後續烈風改進方案上試驗換裝提升高高度性能的新引擎。換裝MK9A-Ru渦輪增壓引擎的方案成為之後的烈風改（直至終戰為止發動機和機體雙方面都沒有成形）；預定使用二段フルカン式（液壓聯軸）增壓器的MK9B（2,100匹馬力）方案則因MK9B到終戰為止都未完成，轉為使用一級三速增壓器的「烈風三速」方案（然而MK9C的樣品直到戰爭結束時還在耐久測試中）。

## 設計特點
A7M烈風的機體要比A6M零戰要大得多，原計畫空重是三千公斤，最大重量是四千公斤。機頭有點像J2M雷電戰鬥機而機身其餘部份則像放大了的零戰。A7M有一對大機翼，面積為30㎡。原先的設想中，為了讓烈風能在較低的合成風速下於航艦起降，必須具備優良的失速性能，因此希望將翼載壓在130kg/㎡程度。然而因為原設計強度不足，不斷進行補強和追加裝備品後增重，又因增重損及航程而在機翼內設置整體式燃料箱，重量失控下使得A7M1實機的翼載就已達到142kg/㎡，A7M2翼載更增加到了153kg/㎡。機翼從原先1/10模型時翼根到翼梢同一上反角的形式，在實機上被改成分為水平層流翼和上反角兩度的普通翼，還裝上了原本在紫電改上與空戰襟翼相結合的母子式雙重襟翼（日本海軍在A7M的設計上仍未放棄將迴旋格鬥列為首要，且作為艦載戰鬥機也確實需要壓低翼載，儘管當時日本航空母艦已所剩無幾）。發展到A7M3-J烈風改時重量進一步暴增，空重就已逼近四千公斤，無外載的最大重量是六千公斤，演變成重型攔截機。
在十七試艦戰（A7M1）原型機機翼內設置整體式燃料箱，總容量910升，最後在A7M2改為機身駕駛艙之間後部700升自封燃料箱和機翼內的普通防彈燃料箱（各容量105升）。但肇因於A7M2出力更強的MK9A引擎消費燃料量也比譽發動機更大，必須在左右主翼底部加裝400升或在機腹加裝600升外掛燃料箱掛架，才能保持足夠的航程。最終在烈風三速方案（A7M3）燃料容量由910升加至1,250升才終於解決航程問題。
動力裝置方面，A7M1安裝NK9K譽二二型引擎。原本計劃安裝NK9K-S譽二四型引擎，實際上，燃料噴射裝置未完成，加上可靠性低，所以A7M1飛行性能相比當初的試算性能有著不小的差距。
A7M2安裝MK9A引擎，從理論上來說可算是當時三菱重工最優秀的航空引擎。根據三菱重工名古屋引擎研究的佐佐木一夫所言，該發動機目標是1. 馬力重量比世界最佳。2. 以該馬力級數而言正投影面積最小。3. 世界最高的可靠性。4. 目標2200馬力。5. 挑戰高空性能世界第一。然而搭載MK9系列發動機的機種直至戰爭結束為止都未達到可堪實戰的階段。MK9系列發動機也未在戰爭中達到量產供應，即因日本戰敗而系列告終。當時海軍和陸軍預訂選用MK9引擎的機種有：十七試局戰「閃電」（J4M）、震電戰鬥機（J7M）、Ki-74和Ki-83高空高速戰鬥機。除此之外，紫電改五三型（N1K5-J）、彩雲艦上偵察機（C6N4）、流星艦上攻擊機（B7N3）和陸軍四式戰鬥機也有改裝MK9引擎計劃。不過，實際裝機試用的機種只有烈風改、Ki-74和Ki-83而已。
從帳面性能看，MK9的性能比NK9譽更好。但MK9系列引擎直到日本戰敗為止都沒有準備到能大量生產的程度，除烈風以外，震電戰鬥機在第二次試飛完成時引擎機件故障，結果在等待三菱重工相關技術者來現場改善的途中即迎來終戰。陸軍的新型遠距離雙發戰鬥機Ki-83也因為渦輪增壓故障部分頻發，而始終苦於引擎狀況不良的窘境。當時的海軍技術官員表示，即使MK9系列引擎進入量產，恐怕也跟譽的下場一樣將遭遇品質低下的問題。參與烈風開發的小福田少校亦表示「雖然說好是要接手譽位置的後繼動力源，但其可靠性要用於實戰仍舊不充分」。由於這些紀錄，近年對該引擎的可靠性評價普遍偏向否定態度。
A7M1的火力是機翼兩挺13.2毫米口徑三式重機槍和兩門九九式機炮。A7M2預定是機翼四門九九式機炮，可加裝2枚250kg炸彈或1枚500kg炸彈用於對地攻擊。

## 基本資料
(A7M2)
- 乘員:1人
- 機長:10.99m
- 翼展:14.00m
- 機高:4.28m
- 機翼面積:30.86m²
- 空重:3,226kg
- 標準作戰重量:4,725kg
- 最大離陸重量:5,290kg (第三過荷重：5,315kg)
- 燃料容量:內燃料箱910升（2桶400升或在機身底部加載1桶600升外掛燃料箱）
- 發動機:1具三菱MK9A　18氣缸空冷星型引擎（2,200匹馬力）
- 極速: 624km/h（高度5,900m）※ 4300kg的輕荷條件下於5500m高度達到628km/h
- 爬升能力:6分5秒到達6000m (手冊標準。4300kg的輕荷條件下到達同高度5分53秒)
- 實用昇限:10,900m
- 絕對昇限:12,000m（計算值）
- 航程:1,550至2,350公里（入滿燃料和加裝兩桶外掛燃料箱時）
- 武裝:4門20mm九九式二號四型機關炮（每門200發），2枚250kg炸彈或1枚500kg炸彈

## 其他生產及計劃改良型
- 十七試艦戰（A7M1）

原本計劃安裝NK9K-S譽二四型（在NK9K譽二二型加裝燃料噴射裝置，2,050匹馬力）或NK9K-L Ru譽二四型引擎（加裝渦輪增壓器），但是這兩種型號尚在測試中，最後進行裝機測試的是NK9K譽二二型引擎（加裝強制冷卻風扇，2,000匹馬力），武器是兩挺13.2毫米口徑三式重機槍和兩門九九式機炮。
- 烈風一一型（A7M2）

在A7M1的六號機重新修改和加強機身、機翼的內部結構，安裝MK9A引擎（2,200匹馬力）。試作時的武裝是兩挺13.2毫米口徑三式重機槍和兩門九九式機炮。預定在量產化階段改為四門九九式二號機炮，另可安裝2枚250kg炸彈或1枚500kg炸彈。
- 烈風三速（A7M3）〔仮称烈風三速 = 暫稱烈風三速。又名「烈風性能向上型」〕

在烈風一一型的基礎上改裝具備一級三速增壓器的MK9C（Ha-43 31）型引擎（2,130匹馬力），同時將武裝改為6門九九式二號五型機關炮，強化高空性能、速度和火力，參與了海軍專用陸上高空戰鬥機二十式甲戰計畫的評估。在準備製造試驗機前戰爭已結束。預定的發動機在戰爭結束時則仍在耐久試驗中。
- 烈風改（A7M3-J）〔高高度戦闘機〕

由於雷電戰鬥機和月光夜間戰鬥機的攔截表現不如預期，故計畫以機內空間較有餘裕的烈風一一型（A7M2）為基礎，研發具備渦輪增壓系統的發展型。預定安裝MK9A-Ru渦輪增壓器引擎，武裝是機翼的兩門五式機炮（兩門各60發）和駕駛艙後部安裝向上傾斜式機砲的五式機炮（兩門各100發）。在超載定義狀態下可將機翼內的30mm機砲再左右各加兩門，達到翼內四門（彈藥數內側兩門各70發、外側兩門各65發），兩門斜砲也可超載到各125發，並在翼內武器艙前方與上方加裝8mm防彈板。
再加上懸吊於機腹下的700升油箱後，超載定義的全備烈風改將達到6.5噸的驚人體重。
（而即使僅用四門砲的標準作戰定義，其體重5675kg亦遠遠超出了原本烈風一一型最大離陸重量的5290kg）
由於烈風改的系統重量過高，氣動也因體格增大與增加斜砲而劣化，但發動機出力沒變（甚至峰值略低，僅全開高度提升），因此三菱的堀越團隊對其飛行性能抱持著相當的悲觀態度，與軍方的要求值（極速638km/h，15分以內爬升至10000m）或三菱呈給軍方的計畫目標（無斜砲634km/h、帶斜砲618km/h，爬升至10000m需時15分15秒）不同，社內預估認為其最大速度可能僅有320kt（593km/h），爬升至10000m需時20～25分。在烈風改的備考欄之中堀越亦表示「発動機性能が額面通り発揮せらるるやに就いては多大の疑問あり」（對關於發動機能否發揮出帳面的出力一事懷有極大的疑問）。因為B-29的來襲使得烈風改的計畫加速，然而由於昭和二〇年（1945年）三月的空襲導致該機用於審查的木製模型與圖面大量損失，雖然將開發據點移至長野縣松本工廠試圖將計畫再起，然而在重建木型的製作途中即迎來了終戰。
原有昭和二〇年下半年度生產烈風改60架的計畫，然直至日本戰敗為止，烈風改的計畫進度連完成一架實機進行實測評估的門檻都遠遠沒有達到。

## 研發國家
- 日本

## 外部連結
- 三菱A7M烈風戰鬥機 （页面存档备份，存于）